# Oddr kíkinaskáld
Oddr kíkinaskáld est un scalde islandais du XIe siècle.
Le Skáldatal mentionne qu'il fut poète de cour des rois de Norvège Magnús goði (« le Bon ») et Haraldr harðráði (« l'Impitoyable »).
Deux strophes d'un poème composé à la louange du premier ont été conservées dans les sagas royales (Heimskringla, Hulda-Hrokkinskinna, Magnúss saga góða ok Haralds harðráða). L'une célèbre l'une des victoires qu'il remporta, l'autre décrit le chagrin que provoqua sa mort. Une troisième strophe, généralement tenue pour une lausavísa, a dernièrement été considérée comme appartenant à ce poème.
La signification de son surnom reste obscure.

## Note
1. ↑  Gade, Kari Ellen. Poem about Magnús goði. Skaldic Poetry of the Scandinavian Middle Ages. Consulté le 8 août 2007.